# Камерун на летних Олимпийских играх 2000
Камерун принимал участие в Летних Олимпийских играх 2000 года в Сиднее (Австралия) в десятый раз за свою историю, и завоевал одну золотую медаль. Сборную страны представляли 9 женщин. Это первая золотая олимпийская медаль Камеруна.

## 01!Золото
- Футбол, мужчины.

## Состав олимпийской сборной Камеруна

### Дзюдо
Спортсменов — 3
Соревнования по дзюдо проводились по системе на выбывание. В утешительные раунды попадали спортсмены, проигравшие полуфиналистам турнира. Два спортсмена, одержавших победу в утешительном раунде, в поединке за бронзу сражались с проигравшими в полуфинале.
Мужчины
| Соревнование | Спортсмены       | Первый раунд       | Второй раунд                   | 1/8 финала           | Четвертьфинал        | Полуфинал            | Финал                | Место |
| Соревнование | Спортсмены       | Соперник Результат | Соперник Результат             | Соперник Результат   | Соперник Результат   | Соперник Результат   | Соперник Результат   | Место |
| ------------ | ---------------- | ------------------ | ------------------------------ | -------------------- | -------------------- | -------------------- | -------------------- | ----- |
| до 60 кг     | Жан-Клод Камерун | Не участвовал      | И. Баглаев (KAZ) П 0011 — 1000 | Завершил выступление | Завершил выступление | Завершил выступление | Завершил выступление | —     |

Женщины
| Соревнование | Спортсмены         | Первый раунд                   | 1/8 финала                       | Четвертьфинал         | Полуфинал             | Финал                 | Место |
| Соревнование | Спортсмены         | Соперник Результат             | Соперник Результат               | Соперник Результат    | Соперник Результат    | Соперник Результат    | Место |
| ------------ | ------------------ | ------------------------------ | -------------------------------- | --------------------- | --------------------- | --------------------- | ----- |
| до 52 кг     | Юдит Эссенг Аболло | Л. Тиньола (FRA) П 0000 — 1000 | Завершила выступление            | Завершила выступление | Завершила выступление | Завершила выступление | —     |
| до 57 кг     | Франсуа Нгуэле     | Не участвовала                 | М. Пекли (AUS) П 0000 — 0010     | Завершила выступление | Завершила выступление | Завершила выступление | 13    |
| до 57 кг     | Франсуа Нгуэле     | Не участвовала                 | Утешительный турнир              | Завершила выступление | Завершила выступление | Завершила выступление | 13    |
| до 57 кг     | Франсуа Нгуэле     | Не участвовала                 | З. Гусейнова (AZE) П 0011 — 1000 | Завершила выступление | Завершила выступление | Завершила выступление | 13    |